# Abner Lloveras
Abner Lloveras Hernández (Barcelona, España, 4 de septiembre de 1982) es un artista marcial mixto español que actualmente compite en la categoría de peso ligero, donde compitió en el evento The Ultimate Fighter 22 Finale de UFC y fue campeón de peso ligero de la promotora Respect Fighting Championship (RFC) en una ocasión. En 2014, resultó medalla de oro en el Campeonato de Boxeo Olímpico de Emiratos Árabes Unidos. Es, además, comentarista de la UFC en el canal de televisión Gol.

## Primeros años
Lloveras nació el 4 de septiembre de 1982 en Barcelona, España. A la edad de 17 años, Lloveras comenzó a practicar artes marciales, principalmente kickboxing. Con 20 años, Lloveras se mudó a Londres, Inglaterra, donde pasó a entrenar boxeo en el All Stars. A la vez que entrenaba boxeo, Lloveras aceptó el reto de aprender jiu-jitsu y, muy poco tiempo después, con 21 años, hizo su debut en las MMA en el evento UKMMAC 8, en agosto de 2004.

## Carrera como boxeador
En su carrera como púgil, Lloveras cuenta con unos 30 combates amateur, de los cuales sólo cuenta con una derrota. Participó durante 3 años en el Campeonato de España de Boxeo Olímpico, donde se llevó la medalla de oro las 3 veces, y también participó en el Torneo Preolímpico Clasificatorio en Turquía para las Olimpíadas de Londres.
En 2014 ha conseguido la medalla de oro en el Campeonato Nacional de los Emiratos Árabes Unidos, durante el período que vivió en Dubái.

## Carrera como artista marcial mixto

### Últimos combates
El 1 de febrero de 2013, Lloveras se enfrentó a Mike Campbell en CES MMA: Undisputed 2. Lloveras perdió la pelea por decisión unánime.
El 10 de mayo de 2014, Lloveras se enfrentó a Pierre Chretien en AFL 1. Lloveras ganó la pelea por sumisión en la primera ronda.
Lloveras se enfrentó a Miguel Valverde el 25 de julio de 2014 en International Fighting Championship. Lloveras ganó la pelea por sumisión en la primera ronda.
El 29 de noviembre de 2014, Lloveras se enfrentó a Jonas Boeno do Rosario en AFL 2. Lloveras ganó la pelea por decisión unánime.
El 11 de abril de 2015, Lloveras se enfrentó a Nordin Asrih en Respect FC 12 por el título vacante de peso ligero. Lloveras ganó la pelea por decisión unánime, ganando así el campeonato.

### The Ultimate Fighter
Lloveras se enfrentó a Chris Gruetzemacher el 11 de diciembre de 2015 en The Ultimate Fighter 22 Finale. Lloveras perdió la pelea por decisión unánime.

## Campeonatos y logros

### Artes marciales mixtas
- Respect Fighting Championship
  - Campeón de Peso Ligero (Una vez, actual)

### Boxeo
- Campeonato de Boxeo Olímpico de Emiratos Árabes Unidos
  -  Medalla de oro (2014)

### Kickboxing
- Kickboxing España
  - Campeón amateur (2005)[7]

## Récord en artes marciales mixtas
| Resultado | Récord  | Oponente               | Método                      | Evento                                        | Fecha                    | Ronda | Tiempo | Localización    | Notas |
| --------- | ------- | ---------------------- | --------------------------- | --------------------------------------------- | ------------------------ | ----- | ------ | --------------- | ----- |
| Derrota   | 22–15–1 | Leonardo Damiani       | TKO (golpes)                | AFL 34                                        | 25 de mayo de 2024       | 2     | 3:57   | Badalona        |       |
| Derrota   | 22–14–1 | Mindaugas Veržbickas   | Sumisión (D'arce choke)     | Blade Fights 1                                | 4 de febrero de 2023     | 3     | 1:45   | Kaunas          |       |
| Derrota   | 22–13–1 | Jason Ponet            | Decisión (unánime)          | MMA GP Bordeaux                               | 17 de diciembre de 2022  | 3     | 5:00   | Burdeos         |       |
| Derrota   | 22–12–1 | Thibault Gouti         | TKO (golpes)                | War of Titans 2                               | 12 de marzo de 2022      | 1     | 2:49   | Madrid          |       |
| Derrota   | 22–11–1 | Jim Wallhead           | Decisión (unánime)          | Bellator Newcastle                            | 9 de febrero de 2019     | 3     | 5:00   | Newcastle       |       |
| Victoria  | 22–10–1 | Alessandro Botti       | TKO (golpes)                | Italian Cage Fighting 4                       | 29 de septiembre de 2018 | 1     | 3:46   | Milán           |       |
| Derrota   | 21–10–1 | Farès Ziam             | KO (golpe)                  | Hit Fighting Championship 5                   | 10 de marzo de 2018      | 2     | 0:24   | Horgen          |       |
| Victoria  | 21–9–1  | Davy Gallon            | KO (golpe)                  | Arnold Fighters/Titan Channel: War of Titans  | 23 de septiembre de 2017 | 3     | 3:44   | Barcelona       |       |
| Victoria  | 20–9–1  | Maxim Maryanchuk       | KO (patada al cuerpo)       | ADW: Road to Abu Dhabi 4                      | 24 de septiembre de 2016 | 2     | 4:18   | Sofía           |       |
| Derrota   | 19–9–1  | Andre Winner           | Decisión (dividida)         | SHC 11                                        | 25 de junio de 2016      | 3     | 5:00   | Ginebra         |       |
| Derrota   | 19–8–1  | Chris Gruetzmacher     | Decisión (unánime)          | The Ultimate Fighter 22 Finale                | 11 de diciembre de 2015  | 3     | 5:00   | Las Vegas       |       |
| Victoria  | 19–7–1  | Nordin Asrih           | Decisión (unánime)          | Respect FC 12                                 | 11 de abril de 2015      | 5     | 5:00   | Wuppertal       |       |
| Victoria  | 18–7–1  | Jonas Boeno do Rosario | Decisión (unánime)          | AFL 2                                         | 29 de noviembre de 2014  | 3     | 5:00   | Fuenlabrada     |       |
| Victoria  | 17–7–1  | Miguel Valverde        | Sumisión (guillotine choke) | International Fighting Championship           | 25 de julio de 2014      | 1     | 1:09   | Badalona        |       |
| Victoria  | 16–7–1  | Pierre Chretien        | Sumisión (guillotine choke) | AFL 1                                         | 10 de mayo de 2014       | 1     | 1:05   | Barcelona       |       |
| Derrota   | 15–7–1  | Mike Campbell          | Decisión (unánime)          | CES MMA: Undisputed 2                         | 1 de febrero de 2013     | 5     | 5:00   | Lincoln         |       |
| Victoria  | 15–6–1  | Ryan Quinn             | Decisión (unánime)          | CES MMA: Proving Grounds                      | 15 de junio de 2012      | 3     | 5:00   | Lincoln         |       |
| Victoria  | 14–6–1  | Rich Moskowitz         | Decisión (unánime)          | Premier FC 7                                  | 3 de diciembre de 2011   | 3     | 5:00   | Amherst         |       |
| Victoria  | 13–6–1  | Ralph Johnson          | Sumisión (armbar)           | Paul Vandale Promotions: The Beast Comes East | 20 de mayo de 2011       | 1     | 2:49   | Worcester       |       |
| Derrota   | 12–6–1  | Shamil Zavurov         | TKO (golpes)                | M-1 Challenge 22: Narkun vs. Vasilevsky       | 10 de diciembre de 2010  | 4     | 4:22   | Moscú           |       |
| Victoria  | 12–5–1  | Danny Covyn            | TKO (golpes)                | Hombres de Honor 15                           | 20 de noviembre de 2010  | 2     | 0:49   | Barcelona       |       |
| Victoria  | 11–5–1  | Berrie Bunthof         | KO (golpe)                  | M-1 Selection 2010: Eastern Europe Finals     | 22 de julio de 2010      | 1     | 3:23   | Moscú           |       |
| Victoria  | 10–5–1  | Miljan Jaksic          | Sumisión (rear-naked choke) | M-1 Selection 2010: Western Europe Round 3    | 29 de mayo de 2010       | 1     | 4:20   | Helsinki        |       |
| Derrota   | 9–5–1   | Leandro Frois          | Decisión (unánime)          | Fight 4 Life                                  | 27 de marzo de 2010      | 3     | 5:00   | Barcelona       |       |
| Victoria  | 9–4–1   | Sunnat Ilyasov         | KO (rodillazo)              | M-1 Selection 2010: Western Europe Round 1    | 5 de febrero de 2010     | 2     | 1:18   | Hilversum       |       |
| Victoria  | 8–4–1   | Luiz Andrade I         | Decisión (unánime)          | M-1 Challenge 18: Netherlands Day Two         | 16 de agosto de 2009     | 2     | 5:00   | Hilversum       |       |
| Victoria  | 7–4–1   | Gael Grimaud           | Decisión (dividida)         | M-1 Challenge 14: Japan                       | 29 de abril de 2009      | 3     | 5:00   | Tokio           |       |
| Victoria  | 6–4–1   | Carlos Valeri          | KO                          | Almogavers 1                                  | 22 de marzo de 2009      | 2     | 0:24   | Barcelona       |       |
| Derrota   | 5–4–1   | Erik Oganov            | Decisión                    | M-1 MFC: Battle on the Neva                   | 21 de julio de 2007      | 3     | 5:00   | San Petersburgo |       |
| Victoria  | 5–3–1   | Ramón Díaz             | Decisión (unánime)          | Hummer Man Fight                              | 14 de abril de 2007      | 3     | 5:00   | Guadalajara     |       |
| Victoria  | 4–3–1   | Lola Bamgbala          | Sumisión (kimura)           | UKMMAC 17                                     | 26 de noviembre de 2006  |       |        | Reino Unido     |       |
| Derrota   | 3–3–1   | Phillipe Nover         | Decisión (mayoritaria)      | Ring of Combat 12                             | 17 de noviembre de 2006  | 2     | 5:00   | Atlantic City   |       |
| Victoria  | 3–2–1   | Marius Doczi           | Decisión (unánime)          | Shooto: Spain                                 | 9 de julio de 2006       | 2     | 5:00   | España          |       |
| Victoria  | 2–2–1   | Marcos Paulo           | TKO (golpes)                | MMA Vitoria 1                                 | 8 de abril de 2006       | 1     | 3:40   | Vitória         |       |
| Derrota   | 1–2–1   | Oliver Jones           | Sumisión (rear-naked choke) | Extreme Fighting 1                            | 15 de octubre de 2005    | 2     | 4:38   | Londres         |       |
| Empate    | 1–1–1   | Lola Bamgbala          | Empate                      | UKMMAC 12                                     | 2 de octubre de 2005     |       |        | Essex           |       |
| Victoria  | 1–1     | Tom Lowman             | Sumisión (guillotine choke) | UKMMAC 10                                     | 6 de marzo de 2005       | 1     | 4:45   | Essex           |       |
| Derrota   | 0–1     | Darren Guisha          | TKO (golpes)                | UKMMAC 8                                      | 22 de agosto de 2004     | 3     | 3:59   | Reino Unido     |       |

### Récord en artes marciales mixtas pro-exhibición
| Resultado | Récord | Oponente       | Método                                | Evento                                             | Fecha                   | Ronda | Tiempo | Localización | Notas               |
| --------- | ------ | -------------- | ------------------------------------- | -------------------------------------------------- | ----------------------- | ----- | ------ | ------------ | ------------------- |
| Derrota   | 2–1    | Julian Erosa   | Decisión (dividida)                   | The Ultimate Fighter: Team McGregor vs. Team Faber | 2 de diciembre de 2015  | 3     | 5:00   | Las Vegas    | Cuartos de final.   |
| Victoria  | 2–0    | Jason González | Decisión (unánime)                    | The Ultimate Fighter: Team McGregor vs. Team Faber | 18 de noviembre de 2015 | 2     | 5:00   | Las Vegas    | Ronda preliminar.   |
| Victoria  | 1–0    | Vlado Sikic    | Sumisión verbal (lesión en el hombro) | The Ultimate Fighter: Team McGregor vs. Team Faber | 9 de septiembre de 2015 | 1     | 3:33   | Las Vegas    | Ronda eliminatoria. |

## Carrera como actor
En 2008 interpretó un pequeño papel en la película El truco del manco, de Santiago Zannou.
También salió en los anuncios de Saint Amaind de Francia, y San Miguel para el Reino Unido.